# リトル・フォレスト
『リトル・フォレスト』（little forest）は、五十嵐大介による日本の漫画。『月刊アフタヌーン』（講談社）にて、2002年12月号から2005年7月号まで連載された。
日本と韓国で実写映画が制作された。

## 概要
本作は、都会暮らしをやめ、東北の小さな集落で自給自足生活を送る女性が、雄大な自然や旬の食材を活かした料理を通して生きる力を充電していく姿を描いた物語。作者自身が岩手県衣川村（現：奥州市）に移住して自給自足のために農業を行ないながら漫画を描くという生活を送った際の実体験をもとに描いている。
実写映画化され、2014年に前編の「夏・秋」が、2015年に後編の「冬・春」が公開された。また、韓国版リメイク映画も制作され、2018年（日本では2019年）に公開された。

## あらすじ
都会で暮らしていた主人公のいち子は、訳あって故郷の小森に帰ってきた。小森は東北地方のとある村の中の小さな集落。ちょっとした買い物なら役場のある村の中心に農協の小さなスーパーや商店が数軒あるが、いち子の家からは自転車で30分、冬は雪のため徒歩で1時間半。ほとんどの人たちが買い物に行く隣町の郊外型スーパーまではほぼ1日がかりの大仕事となる。田畑を耕して作物を自分で育て、季節の食材を使って料理し、市販されている調味料やお菓子も自分で作るという自給自足の生活。生活の知恵を教えられたり、あるいは皆に代わって合鴨を絞めてあげたりという村の人との関わり合いの中で、時間がゆっくりと過ぎていく。

## 批評
南信長は、料理そのものから調理・食事シーンに至るまで、「あらゆる意味でシズル感満点」の描写がなされた漫画の例として本作を挙げ、作者自身の体験に基づいた「リアルな手触り」がそこにはあると評している。

## 書誌情報
- 五十嵐大介『リトル・フォレスト』講談社〈ワイドKCアフタヌーン〉、全2巻
  1. 2004年8月23日発行 ISBN 978-4-06-337551-0
  2. 2005年8月23日発行 ISBN 978-4-06-337582-4

## 日本映画
監督森淳一、主演橋本愛により『夏』『秋』『冬』『春』の4部作として映画化された。公開時には夏編と秋編、冬編と春編がそれぞれ併せて一度に上映された。先に上映される作品のエンドロールが流れた後、続けて次の季節の作品が上映される。
夏・秋編は2014年8月30日に全国30館で公開開始。冬・春編は2015年2月14日公開。
夏・秋編は第18回文化庁メディア芸術祭エンターテインメント部門の審査委員会推薦作品に選出されている。
日本国外の映画祭では2014年9月19日より開催された第62回サン・セバスチャン国際映画祭のキュリナリーシネマ部門に夏・秋編が出品され、ディナー付上映が行われた。2015年2月10日には第65回ベルリン国際映画祭キュリナリー・シネマ部門で夏編と冬編が公式上映された。

### あらすじ（日本映画）

#### 夏
スーパーも大型店からも離れた東北の小さな集落・小森に住むいち子は、田畑を耕し自給自足に近い生活をしている。畑仕事の合間、いち子は夏の湿気対策のため点火した薪ストーブでパンを焼き、自家製の米サワーを友人のユウ太と分けあったりする。いち子は都会で男の人と暮らしたが馴染めず小森に戻ってきていて、この村だけでなく都会にもあったグミの木と彼との思い出を回想して実を採り酸っぱいジャムを煮る。いち子の作る料理は母の福子から教えられたもので、ウスターソースもヌテラも自分で作ってしまう彼女のもとで育ったいち子は、それらが街で商品として売られていることを知らずに驚くことが多かったため、言葉よりも体が感じたことを信じ、何でも自分でやってみないと気がすまない気性の持ち主になった。ミズとろろが食欲をそそる季節には、いち子はユウ太と養魚場でアルバイトをし、キャンプ場のシゲユキからイワナの焼き魚と味噌汁を御馳走になる。ユウ太もまた都会から戻ってきていたが、彼は都会の人々の、自分自身の言葉を持たず、食べるものも「他人に殺させておいて、殺し方に文句をつける」ような空虚さを嫌悪している。いち子は彼と比べて自分は都会から「逃げてきた」のだと思う。雨の多い小森ではいち子の好きなトマトが育ちにくく、まわりの農家ではビニールハウス栽培をしているが、いち子はハウスを建てると自分がこの土地に居ついてしまうようだという葛藤があり、効率の悪い露地栽培を続けている。

#### 秋
秋が訪れると小森の人々は山の動物たちと競争しながら自然の恵みを味わう。いち子はアケビの実を食べたあと皮をサブジ風の炒め物にし、稲刈りの時期には去年の米と堅いクルミの炊き込みご飯をお弁当にし、キャンプ場で獲った季節最後のイワナを南蛮漬けにする。集落の人々の間では一時栗の渋皮煮が流行してそれぞれの味を競い、冬を前にサツマイモやサトイモなどの保存に工夫を凝らす。いち子は合鴨農法のために飼われている合鴨を自ら絞め、解体し、料理をつくる。台所に立ちながら、いち子は5年前に突然家を出ていった母のことを思う。いち子は母の雑草をほったらかしにする農作業や料理はずぼらだと思っていたが、同じ青菜のソテーを作っても母のものほどおいしくならない。あるときいち子は、母が青菜の筋取りをし、丁寧に料理をしていたことに気付き、いい加減だったのは自分のほうだと思う。霜が降りるころのある日、母からの手紙が届く。

#### 冬
いち子の母は時折訪れる外国人の客人のために赤と緑の2色の生地に分かれたクリスマスケーキを焼くことがあった。いち子は自分なりにアレンジして黒米の甘酒とカボチャで紫と黄色のケーキを焼き、キッコとユウ太を招いて「年忘れお茶会」をする。正月を迎える頃の一番の御馳走は、分校の餅つき大会で食べる、つきたての砂糖醤油仕立ての納豆もちで、分校が閉校になった今は家庭のもちつき機でつきたてを楽しむ。小森の冬は深い雪に覆われ雪かきに追われる厳しいものだが、外気で凍らせた凍み大根や秋から保存する干し柿をおいしくするのも冬の寒さである。いち子は街にいた頃、節約のために部屋でラディッシュを育てた。バイト先の男の子のために味噌焼きおにぎりと母直伝の卵焼き、ラディッシュの即席漬けで弁当を作るが、彼が他の女の子からもらった手編みのマフラーをバカにしているのを聞いて渡せないまま終わった思い出がある。ストレスを感じたときは甘い餡子入りおやきや饅頭、アズキのマフィンを作って食べ解消するが、タイミングが大切なアズキ栽培や餡子作りに、いち子は昔小森を出るのが早すぎたのだと思う。ある日いち子はキッコに他人と向きあって来なかったことを指摘され気まずさを抱えたまま、ふと思いついて小麦ふすま入りのはっとを作り、寝かせながら雪かきに出かける。家に帰るとキッコは仲直りに手作りのカレーを持ってきて、いち子ははっとの生地をチャパティ風に焼き、二人で一緒に食べる。冬に食べるための塩漬けのワラビが足りなくなり、いち子は自分は働き者の小森の人々と違って「かばねやみ」（怠け者）なのだと思う。ユウ太にも、大事なことから目を逸らしていると指摘されてしまう。冬の空はいち子の心のように、青空と黒い雲の二つに割れている。

#### 春
小森の春は梅や桜の満開とともに山菜の旬と田植えの季節が一度にやってくる。いち子も山へ入り、タランボなどを摘んで天ぷらにする。しかし春になっても大雪に見舞われることがある。母が失踪したときも大雪だったのに、いち子は雪かきを手伝わず、ばっけを摘んでおいてくれるよう頼んで出かけた。母はばっけ味噌を残して家を出た。いち子は一人になってからの労働の大変さに母の苦労を想い、自分は母にとって本当に家族といえたのだろうかと考える。春は雑草として耕作の邪魔になるつくしを山ほど採って佃煮にするが、下ごしらえの苦労にひきかえできあがる量は僅かである。それでも自然の恵みといってロマンを語るユウ太に対し、いち子は自分はこういう男性に弱いと思う。薪割りの手伝いにきたキッコに、いち子はノビルと結球しなかった白菜の蕾菜、塩マスでパスタを作ってふるまい、その後キッコが薪割りをしながら語る職場の愚痴を聞く。キッコは山から下りた祖父に悪口を叱られ気が抜けるが、ストレスは解消する。いち子は、シンプルな味付けやかき揚げがおいしい春キャベツでケーキ作りを思いつく。世界初の発想と思い込み有頂天になったいち子だが、味見したユウ太の感想は「お好み焼き」だった。失踪前、母はジャガイモを混ぜたパンが得意だったがいち子には20歳になるまで作り方を教えないと言った。秋に届いた手紙には失踪の言い訳と近況が書かれていたが、パンのレシピはなく、人生は同じところを廻るようで円ではなく螺旋状なのだというようなことが綴られていた。いち子は秋に収穫するジャガイモを今年は植えないと決意し、小森を離れる。その後いち子が残したタマネギの畑を守るキッコとユウ太は、街でも自分の居場所を見つけて戻ってくるくらいでないと小森に失礼だからといって去った彼女のことを、すぐに戻って来るだろうと語り合う。
5年後、いち子は結婚相手とともに小森に帰ってきて、キッコはユウ太との間に子どもをもうけている。旧分校のステージで、いち子が人々の前で神楽舞を披露し、それに全編からの場面を重ねて物語は終わり、エンドロールは小森の人々の日常生活を映して終了する。

### キャスト（日本映画）

#### 夏/秋
- いち子 - 橋本愛
- ユウ太 - 三浦貴大
- キッコ - 松岡茉優
- シゲユキ - 温水洋一
- 福子 - 桐島かれん
- キッコの祖父 - 岩手太郎（秋編のみ）
- キッコの祖母 - 北上奈緒（秋編のみ）
- 近所の主婦1 - 佐藤さち子
- 近所の主婦2 - 千葉登喜代
- 郵便屋 - 小島康志（秋編のみ）
- いち子（小学生） - 篠川桃音
- キッコ（小学生） - 照井麻友（秋編のみ）
- いち子の元カレ - 南中将志（夏編のみ）
- おじいさん - 山形吉信（夏編のみ）

キャスト出典

#### 冬/春
- いち子 - 橋本愛
- いち子（小学生） - 篠川桃音
- 福子 - 桐島かれん
- ユウ太 - 三浦貴大
- キッコ - 松岡茉優
- キッコ（小学生） - 照井麻友（冬編のみ）
- みのお（キッコの祖父） - 岩手太郎（春編のみ）
- キッコの祖母 - 北上奈緒
- シゲユキ - 温水洋一
- ウィリアム - イアン・ムーア（冬編のみ）
- 近所の主婦1 - 佐藤さち子
- 近所の主婦2 - 千葉登喜代
- 郵便屋 - 小島康志（冬編のみ）
- スーパーのアルバイト男性 - 栗原吾郎（冬編のみ）
- アルバイトA - 坂場元（冬編のみ）
- アルバイトB - 渡辺佑太朗（冬編のみ）

キャスト出典

### 製作（日本映画）
原作を読んだROBOTの守屋圭一郎が森淳一に監督と脚本を依頼。いち子役には、何かと必死に戦っているとの感じがしたとの理由により、当初より橋本愛を考えていた。いち子の友人のキッコ役は、橋本とは公私で仲が良く、『桐島、部活やめるってよ』、『あまちゃん』に続く3度目の共演となる松岡茉優。主題歌は、守屋がプロデューサーを務めていた2006年の映画『タイヨウのうた』で、主演と主題歌を務めていたシンガーソングライターのyuiに依頼。yuiは自らが参加するバンドFLOWER FLOWERとしてそれぞれの季節のイメージに合わせた「春」「夏」「秋」「冬」の4曲を書き下ろした。
撮影場所は主に原作と同じ岩手県奥州市衣川区大森で、いち子の家の場面はモデルとなった家に住人が居るため同市前沢区にあった納屋を改造して使用した。2013年7月の夏編を皮切りに約1年をかけて撮影。作物の実る時期の調整のため、スタッフが奥州市で部屋を借りて1年間情報を伝え続けた。また、岩手出身の小野寺幸浩が実家に泊まり里山風景の撮影を行った。映画の見どころとなる料理の指導は野村友里率いるeatripチーム。実際の農業シーン、調理シーンは橋本が自ら行っている。春編の神楽のシーンも、事前に橋本が東京から岩手に通い、約1か月をかけて神楽保存会より指導を受けた上で、吹き替えなしで踊っている。

#### スタッフ（日本映画）
- 監督・脚本 - 森淳一
- 原作 - 五十嵐大介
- 企画 - 河合勇人
- 音楽 - 宮内優里
- フードディレクション - eatrip 野村友里、山本有紀子
- 主題歌 - FLOWER FLOWER「夏」「秋」「冬」「春」（gr8!records）
- 撮影 - 小野寺幸浩
- 照明 - たかだつぐひら
- 美術 - 禪洲幸久
- 録音 - 田中博信
- 装飾 - うてなまさたか、高木理己
- 小道具 - 阿部仁美
- 編集 - 瀧田隆一
- VFXスーパーバイザー - 樋口良
- VFX - ピクチャーエレメント、早稲田大学安藤紘平研究室、早稲田/東宝芸術科学センター
- 助監督 - 水野貴之
- 制作担当 - 金子堅太郎
- ラインプロデューサー - 山下秀治
- 撮影協力 - 奥州市、奥州市ロケ推進室、奥州市ロケ協力実行委員会、一関市商工労働部商業観光課
- スタジオ・ポスプロ - 東宝スタジオ
- 製作者 - 大角正、加太孝明、中村理一郎、宮本直人、鈴木伸育、松田陽三、板東浩二、宮田三清
- エグゼクティブプロデューサー - 高橋敏弘
- プロデューサー - 守屋圭一郎、石田聡子
- 配給 - 松竹メディア事業部
- 企画・制作プロダクション - ロボット
- 製作 - 「リトル・フォレスト」製作委員会（松竹、ロボット、電通、GYAO、講談社、読売新聞社、アクティブ・シネ・クラブ）

### 関連商品（日本映画）
ホームメディア
- 夏/秋 - 2015年1月28日発売。Blu-ray版およびDVD版の2種類。
- 冬/春 - 2015年7月29日発売。Blu-ray版およびDVD版の2種類。

映像配信
4部作全編を約138分にまとめた特別編集版『リトル・フォレスト 四季』がGYAO!にて限定配信された。
音楽商品
FLOWER FLOWER『色』（しき）
主題歌4曲ほかを収録したミニアルバム。2015年2月18日発売。2月11日より先行配信された。
- 初回生産限定盤（DVD付き）SRCL-8738〜9
  - DVDには映画映像を使用した主題歌4曲のミュージック・ビデオを収録。

- 通常盤 SRCL-8470
  - 楽曲のみ主題歌ほか計5曲を収録。

## 韓国映画
『リトル・フォレスト 春夏秋冬』（リトル・フォレスト しゅんかしゅうとう、朝: 리틀 포레스트）は、2018年公開の韓国映画。日本での公開は2019年。

### あらすじ（韓国映画）
恋愛、就職と何一つ思い通りにならない人生をリセットするために故郷に戻ってきたヘウォン。再会した旧友のジェハ、ウンスクとともに、田畑を耕し、自ら育てた農作物で一食一食を作っては食べるという暮らしを始める。そんな生活を送りながら冬から春、そして夏、秋を経て再び冬を迎えた彼女は、やがて新たな一歩を踏み出す。

### キャスト（韓国映画）
- ソン・ヘウォン - キム・テリ
- イ・ジェハ - リュ・ジュンヨル
- チュ・ウンスク - チン・ギジュ
- ヘウォンの母親 - ムン・ソリ
- 叔母 - チョン・グクヒャン
- 幼少期のヘウォン - チャン・ジェヒ

### スタッフ（韓国映画）
- 監督 - イム・スルレ
- 原作 - 五十嵐大介
- 脚本 -  ファン・ソング
- 撮影 - イム・スンフン
- 音楽 - イ・ジュンオ
- 編集 - キム・ソンミン

### 受賞歴（韓国映画）
- 第38回韓国映画評論家協会賞 - ヨンピョン11選
- 第5回韓国映画制作家協会賞 - 監督賞（イム・スルレ）[23]
- 第18回ディレクターズ・カット・アワード - 今年の特別言及[24]
- 第18回ディレクターズ・カット・アワード - 今年の女性演技者賞（キム・テリ）[24]
- 第2回申フィルム芸術映画祭 - チェ・ウンヒ俳優賞（キム・テリ）[25]
- 第18回大韓民国青少年映画祭 - 女性俳優部門 人気映画人賞（キム・テリ）[26]
- 第13回大韓民国大学映画祭 - 演技賞（キム・テリ）[27]
- 第24回春史大賞映画祭 - 女性新人賞（チン・ギジュ）[28]